# Epping Forest (distretto)
Epping Forest è un distretto dell'Essex, Inghilterra, Regno Unito, con sede a Epping.
Il distretto fu creato con il Local Government Act 1972, il 1º aprile 1974 dalla fusione dei distretti urbani di Chigwell, Epping e Waltham Holy Cross con parte del distretto rurale di Epping and Ongar.

## Località e parrocchie
Tra le località del distretto ci sono:
- Abridge
- Buckhurst Hill
- Chigwell
- Chipping Ongar
- Debden
- Epping
- Loughton
- Harlow
- Roydon
- Sewardstone
- Stapleford Abbotts
- Stapleford Tawney
- Theydon
- Waltham Abbey

Le parrocchie del distretto sono:
- Abbess Beauchamp and Berners Roding
- Bobbingworth
- Buckhurst Hill
- Chigwell
- Epping
- Epping Upland
- Fyfield
- High Laver
- High Ongar
- Lambourne
- Little Laver
- Loughton
- Magdalen Laver
- Matching
- Moreton
- Nazeing
- North Weald Bassett
- Ongar
- Roydon
- Sheering
- Stanford Rivers
- Stapleford Abbotts
- Stapleford Tawney
- Theydon Bois
- Theydon Garnon
- Theydon Mount
- Waltham Abbey
- Willingale